# Mary Frith
Mary Frith (Londra, 1584/1585 – Londra, 26 luglio 1659) fu una borseggiatrice e virago inglese, nota per la sua abitudine di vestirsi da uomo.
La sua fama da ladra e spadaccina le fece guadagnare il soprannome di Molly Cutpurse ("Molly Tagliaborse").

## Biografia
Mary Frith nacque a Londra, nell'odierno quartiere di Barbican, verso la metà degli anni 1580, figlia di un negoziante e una casalinga. Lo zio, un pastore protestante, tentò di educarla mandandola in New England, ma la giovane Molly saltò giù dalla nave prima che salpasse. Ottenne presto la reputazione di ladra e fu condannata in numerose occasioni: una delle sue mani fu ustionata quattro volte, una punizione riservata ai borseggiatori, e fu condannata a stare in piedi di fronte ai fedeli durante la messa nella chiesa di Saint Paul's Cross.
Era nota soprattutto per i suoi modi eccentrici e l'abitudine di aggirarsi per Londra in abiti maschili, oltre che per essere una fumatrice: all'epoca solo gli uomini fumavano la pipa e la Firth viene descritta come la prima donna fumatrice d'Inghilterra. Pare che abbia cominciato a godere di una certa notorietà dopo l'anno 1600, quando fu portata a processo nel Middlesex per aver rubato 25 scellini. Negli anni successivi Mary Frith sembra essere entrata nell'immaginario collettivo londinese, tanto da apparire come personaggio in due commedie dell'epoca. La prima, The Madde Pranckes of Mery Mall of the Bankside di John Day, è andata perduta, mentre la seconda, La ragazza ruggente, viene ancora messa in scena regolarmente da compagnie teatrali inglesi, tra cui la Royal Shakespeare Company. Alcuni critici hanno ipotizzato che Mary Frith possa aver interpretato il ruolo di se stessa nella commedia di Thomas Middleton e Thomas Dekker, un fatto che sarebbe decisamente inusuale per una donna nel panorama teatrale dell'epoca. Nel 1611 invece apparve sulle scene del Fortune Theatre, sempre vestita da uomo, dove si esibì suonando il liuto e attaccando briga con il pubblico.
Nello stesso anno il suo abbigliamento maschile le costò una condanna per abbigliamento indecente e la donna fu accusata anche di essere una prostituta. Per questi crimini fu condannata a fare penitenza durante la messa domenicale e diversi testimoni riportano descrizioni del suo atteggiamento contrito; si scoprì in seguito che era soltanto ubriaca. Il 23 marzo 1614 sposò Lewknor Markham. Il suo nuovo stato coniugale non modificò né il suo atteggiamento né l'abbigliamento e negli anni 1620 Mary Frith si fece una reputazione come spadaccina e magnaccia: procurava infatti prostitute a uomini benestanti, ma anche giovani uomini per signore della media e alta società. La Frith mostrava un singolare interesse per le donne che impiegava, costringendo spesso i loro clienti e amanti a mantenere i figli illegittimi avuti con loro. Nei primi anni quaranta del XVII secolo fu internata nel manicomio del Bethlem Royal Hospital, da cui fu rilasciata il 21 giugno 1644. Un aneddoto non verificabile dell'epoca afferma inoltre che la Frith derubò e sparò al braccio di Thomas Fairfax e che si salvò dalla forca solo versando duemila sterline al boia.
Morì di idropisia a Fleet Street il 26 luglio 1659.